# Lee Lozowick
Lee Lozowick (également connu sous les noms de Mister Lee, Khepa Baul ou Lee Kṣepā Baul) (18 novembre 1943, South Orange - 16 novembre 2010, Prescott, Arizona) est un gourou, poète, écrivain et enseignant spirituel américain. Il se dit représentant et promoteur de la « tradition Bâul occidentale » ainsi que du Bouddhisme vajrayāna mêlé à l'Hindouisme Vaishnava et du yoga tantrique.
Il a joué régulièrement dans un groupe de Blues nommé Shri et a fondé son propre groupe d'abord sous le nom de Liars, Gods, and Beggars (« menteurs, dieux et mendiants ») puis sous le nom du " Lee Lozowick Project " (« Le projet Lee Lozowick »).

## Biographie
Lee est le fils de Louis Lozowick (en), peintre et graveur. Ses deux parents sont des juifs russes. Il décrit son enfance comme « complètement ordinaire ». Son grand père était considéré comme un Rebbe tsadik.
Dans les années 1970, il est un temps professeur de Silva Mind Control, puis se déclare éveillé à la suite d'une lecture des ouvrages de Adi Da Samraj avant de devenir, en 1977, disciple de Yogi Ramsuratkumar (en), originaire de Thiruvanamalaï en Inde, considéré comme l'héritier spirituel de Swami Ramdas.
Il fonde ensuite la communauté Hohm d'abord dans le New Jersey puis à Prescott en Arizona avec une centaine de membres.
En France, il fut découvert par Yvan Amar et révélé par Gilles Farcet en 1992 dans son livre L'homme se lève à l'Ouest.

## Enseignement
Sa philosophie met l'accent sur la pratique de la musique et des pratiques issues de diverses traditions spirituelles orientales. Mais il est surtout connu pour son style provocateur et des propos grivois et pour avoir volontairement découragé des disciples potentiels en usant exagérément de « propos à caractère sexuel » ou d'« attitudes extrêmement détestables ».
Lee Lozowick est ainsi parfois associé à l'école dite de la "folle sagesse" (crazy wisdom) et se dit admirateur de Chögyam Trungpa, un représentant de cette tradition initiatique.
Il est mort d'un cancer le 16 novembre 2010

### Ouvrages de Lee Lozowick
- L'Alchimie du Réel . Paris : éditions du Relié, 1993. 258 pages.  (ISBN 2-909698-02-5)
- Le chemin divin pour devenir humain. Accarias/L'Originel, 1997.
- Le petit livre des hommes, tome 1 : Ah, les femmes !. Altess, 1997.
- Alchimie de l'amour et la sexualité. Paris : éditions du Relié, 1997. 395 pages.  (ISBN 2-9149-1681-7)
- Conseils d'un ami spirituel. Altess, 1998.
- N'essayez pas, vivez. Table Ronde, 1999. (ISBN 2710309130)
- Le réel tel quel. Le processus du travail spirituel. Altess, 2000.
- Oui et alors ?, Lee Lozowick chez Arnaud Desjardins. Éditions de la Table ronde, 2001. 271 pages.  (ISBN 978-2710324225)
- Éloge de la folle sagesse. Paris : éditions du Relié, 2003. 247 pages.  (ISBN 2-9149-1614-0)
- Le courage d'éduquer. Pocket, 2003.
- Zen trash (ordures zen), Histoires sacrées et irrévérencieuses de l'enseignement de Lee Lozowick. Altess, 2003.
- La seule grâce est d'aimer Dieu. Altess, 2004.
- Au fait, quel est le problème ?, Lee Lozowick chez Arnaud Desjardins. La Table Ronde, 2005.
- Pour une éducation consciente. Éditions du Relié, 2007. 371 pages.  (ISBN 978-2354900045)
- Le cœur éternel de la voie : l'enseignement de la voie baûl occidentale, Tome 1. Paris : Altess, 2005. 357 pages.  (ISBN 2-8424-3104-9)
- Le cœur éternel de la voie, tome 2. Altess, 2006  (ISBN 978-2842431273).
- Le cœur éternel de la voie, tome 3. Altess, 2007.
- Le cœur éternel de la voie, tome 4. Altess, 2008  (ISBN 978-2842431525).
- Le cœur éternel de la voie, tome 5. Altess, 2009  (ISBN 978-2842431570).
- Le cœur éternel de la voie, tome 6. Altess, 2010  (ISBN 978-2842431624).

### Ouvrages au sujet de Lee Lozowick
- Spiritual Slavery Volume 1: A Biography of Lee Lozowick, M Young, Hohm Press, 2011
- L'homme se lève à l'Ouest: les nouveaux sages de l'Occident, Gilles Farcet, Albin Michel, 1992

## Discographie

### Albums
Par Lee Lozowick Project
- Écrasé par l'amour (crushed by love), 2005
- L'Ange brisé (Broken Angel), 2006
- Live in Europe (Double Album), 2007
- Live in India(Double Album), 2008
- Une langue de venin, une âme d'amour(A Tongue of Venom, A Soul of Love), 2008

Par Shri
- Good Thing, 1993
- Hooked, 1994
- Miz Blues Shooz, 1995
- Shrison in Hell : Live at Lyzzard's), 1996
- Shrino Elegies, 1997
- See Shri Play the Blues, 1999
- Flowers of Shrivil, 2001
- Corner on the rain, 2002
- Livin' on the Streets, 2003
- Live in Europe), 2004
- Time to Get Real, 2005
- Dogs of Devotion, 2007
- Lucky Thirteen, 2009